# Pericolo da Vega
Pericolo da Vega  è un romanzo di fantascienza di John T. Phillifent, che lo scrisse con lo pseudonimo di John Rackham. Venne pubblicato per la prima volta in lingua originale nel 1966.

## Trama
Jeremy Thorpe, il cui vero nome è Gerald Corde, convince l'amico a scambiarsi le identità per combattere in prima linea contro i vegani, alieni provenienti da Vega, così da sfruttare al meglio la sua indole avventurosa, invece di rimanere al sicuro su una base su Venere come desidera il padre, il Vice Ammiraglio Corde.
Dopo cinque anni di combattimenti, durante i quali ha spesso rischiato la vita, rifiutando anche gli avanzamenti di grado, Jeremy si ritrova coinvolto in un attacco vegano che danneggia gravemente la nave su cui è imbarcato, la Quest. Durante la fuga Jeremy e altri due sopravvissuti riescono ad atterrare sul pianeta Lodor. Su questo nuovo mondo scoprono che i vegani, qui chiamati gli "Splendenti", assoggettano i maschi della popolazione locale con impianti alla testa, mentre le donne vengono utilizzate per la riproduzione al fine di avere sempre nuovi soldati.
Le donne del pianeta, seppur sfruttate, sono riuscite a sopravvivere creando una propria civiltà primitiva totalmente femminile composta da tribù. La più evoluta di esse, la "Hathari", ha costruito una sorta di radio ricevente molto sensibile, in grado di captare segnali provenienti dalla Terra, con la quale ha imparato la lingua inglese.
L'arrivo dei tre terrestri, Thorpe, Hadley e Skoda, sconvolgerà gli equilibri del pianeta Lodor. Ma sarà proprio quella radio, opportunamente modificata e strumento ignoto ai vegani, il mezzo che permetterà ai terrestri e ai loro nuovi alleati di volgere la guerra a proprio favore. 

## Personaggi principali
- Gerald Corde, il terrestre protagonista

- Thorpe Jeremy, identità dell'amico, terrestre, assunta dal protagonista

- Vice Ammiraglio Corde "Frusta", padre di Gerald

- Hadley Padrac "Paddy", terrestre sopravvissuto

- Skoda Nokolai "Nick", terrestre sopravvissuto

- Madre Hathar Alta Sacerdotessa, anziana leader "Hathari" di Lodor

- Shanne, Varis, Molleen, alcune donne "Hathari" di Lodor

- Marcath, anziana leader "Shalla" di Lodor